# شبه‌جزیره ایبری

موقعیت شبه‌جزیرهٔ ایبریا در نقشهٔ اروپا

شبه‌جزیرهٔ ایبِری در جنوب غربی اروپا قرار دارد و کشورهای اسپانیا، پرتغال، جبل‌الطارق، آندورا و بخش کوچکی از فرانسه را نیز در برمی‌گیرد. این شبه‌جزیره در لبهٔ غربی اوراسیا قرار دارد و توسط تنگه جبل‌الطارق از قاره آفریقا جدا شده است. اکنون بیشتر قلمرو آن بین اسپانیا و پرتغال تقسیم شده و همچنین منطقهٔ کوچکی از جنوب فرانسه، آندورا و جبل‌الطارق را نیز شامل می‌شود. مساحت تقریبی این منطقه ۵۸۳٬۲۵۴ کیلومتر مربع (۲۲۵٬۱۹۶ مایل مربع) است و جمعیتی در حدود ۵۳ میلیون نفر دارد. ایبری دومین شبه‌جزیرهٔ بزرگ اروپا از نظر مساحت، پس‌از شبه‌جزیرهٔ اسکاندیناوی است.

## تاریخ
تاریخ‌دانان بر این باورند که نخستین تمدن در ایبری مربوط به مینوسی‌ها بود و بنیاد شهری در اندلس که در داستان‌ها به نام تارتسوس از آن یاد شده را به‌دست مینوسی‌ها دانسته‌اند. پس‌از این مردم، سلتی‌های هند و اروپایی‌تبار به این منطقه آمدند که بازمانده‌های زیادی از این قوم بر‌جای‌ مانده‌ است. اما سلتی‌ها در ایبری نتوانستند چندان در آرامش به‌سر ببرند و کارتاژهای سامی‌نژاد که در جریان جنگ اول پونی سرزمین‌های زیادی را از دست داده بودند برای جبران این مافات، کوچ‌نشین‌های متعددی را در شبه‌جزیرهٔ ایبری بنیاد کردند.
رومی‌ها در سال ۲۰۷ پیش از میلاد بار دیگر با کارتاژها درگیر شدند و پس‌از آن توانستند کارتاژها را به‌طور کامل از ایبری رانده و تمام سرزمین را تسخیر کنند. استان هیسپانیا یکی از ناآرام‌ترین استان‌های امپراتوری روم بود و رومیان ناچار بودند پیوسته به سرکوب شورش‌ها در این منطقه بپردازند. پس‌از سرنگونی امپراتوری روم، اسپانیا در سدهٔ پنجم میلادی توسط ویزیگوت‌ها که قومی ژرمن بودند فتح شد و گروهی از الانان ایرانی‌تبار نیز به اسپانیا آمدند اما فرهنگ رومی همچنان برتری خود را در این شبه‌جزیره حفظ کرد و ادامه یافت.

## وجه تسمیه

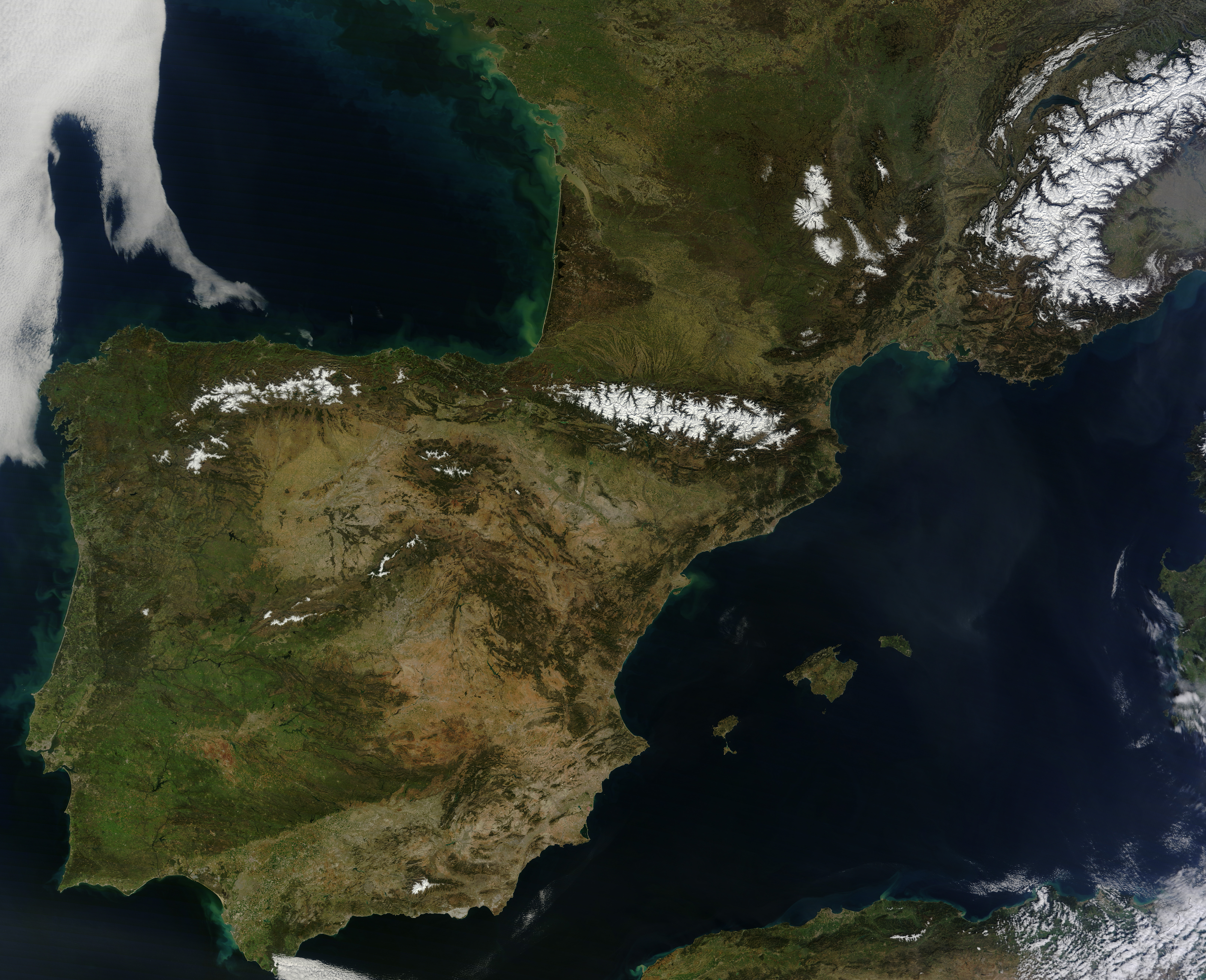
شبه‌جزیره ایبری و فرانسه جنوبی، عکس ماهواره‌ای در یک روز بدون ابر در مارس ۲۰۱۴

شبه‌جزیره ایبری همیشه با رودخانه ایبرو (Ibēros در یونانی باستان و Ibērus یا Hibērus در لاتین) مرتبط بوده‌است. این دو آنقدر شناخته شده بودند که به‌سختی لازم بود بیان شود تا منظور مشخص شود. به‌عنوان مثال، ایبری کشور «این سوی ایبروس» در استرابون بود. پلینیوس تا آنجا پیش می‌رود که ادعا می‌کند که یونانیان به‌دلیل رودخانه هیبروس «کل اسپانیا» را هیبریا نامیده بودند. این رودخانه در معاهده ابرو در سال ۲۲۶ قبل از میلاد بین رم و کارتاژ ظاهر شد و حد علاقه کارتاژینیان را در ابرو تعیین کرد. کامل‌ترین شرح معاهده، که در آپیان آمده‌است، از ایبروس استفاده می‌کند. با اشاره به این مرز، پولیبیوس بیان می‌کند که «نام بومی» ایبر است، ظاهراً کلمه اصلی، بدون پسوند یونانی یا لاتین -اوس یا -اس است.
گستره اولیه این بومیان، که جغرافی‌دانان و مورخان از اسپانیای جنوبی کنونی تا جنوب فرانسه کنونی در امتداد سواحل مدیترانه قرار می‌دهند، با نمونه‌هایی از خطی خواندنی که زبانی در عین حال ناشناخته را بیان می‌کند، مشخص می‌شود که «ایبری» نامیده می‌شود. اینکه آیا این نام بومی بوده‌است یا توسط یونانیان برای سکونت در نزدیکی ابرو به آنها داده شده‌است، ناشناخته باقی مانده‌است. اعتبار در پولیبیوس محدودیت‌های خاصی را بر ریشه‌شناسی تحمیل می‌کند: اگر زبان ناشناخته بماند، معانی کلمات، از جمله ایبر، نیز باید ناشناخته بماند. در باسک امروزی، کلمه ایبَر به معنای «دره» یا «چمنزار پرآب» است، در حالی که ایبِی به معنای «رودخانه» است، اما هیچ دلیلی وجود ندارد که ریشه‌شناسی رودخانه ابرو را با این نام‌های باسکی مرتبط کند.

## نگارخانه

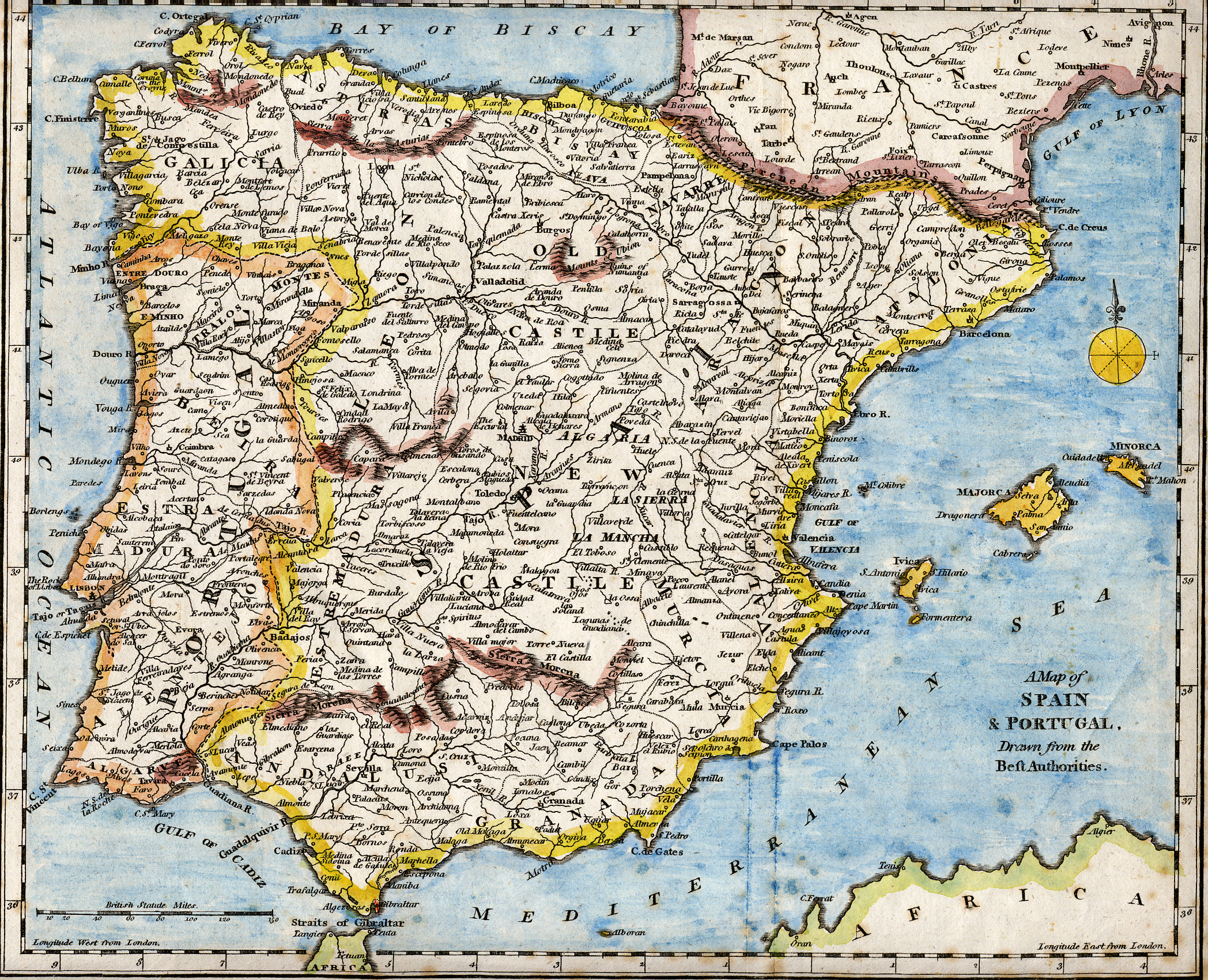
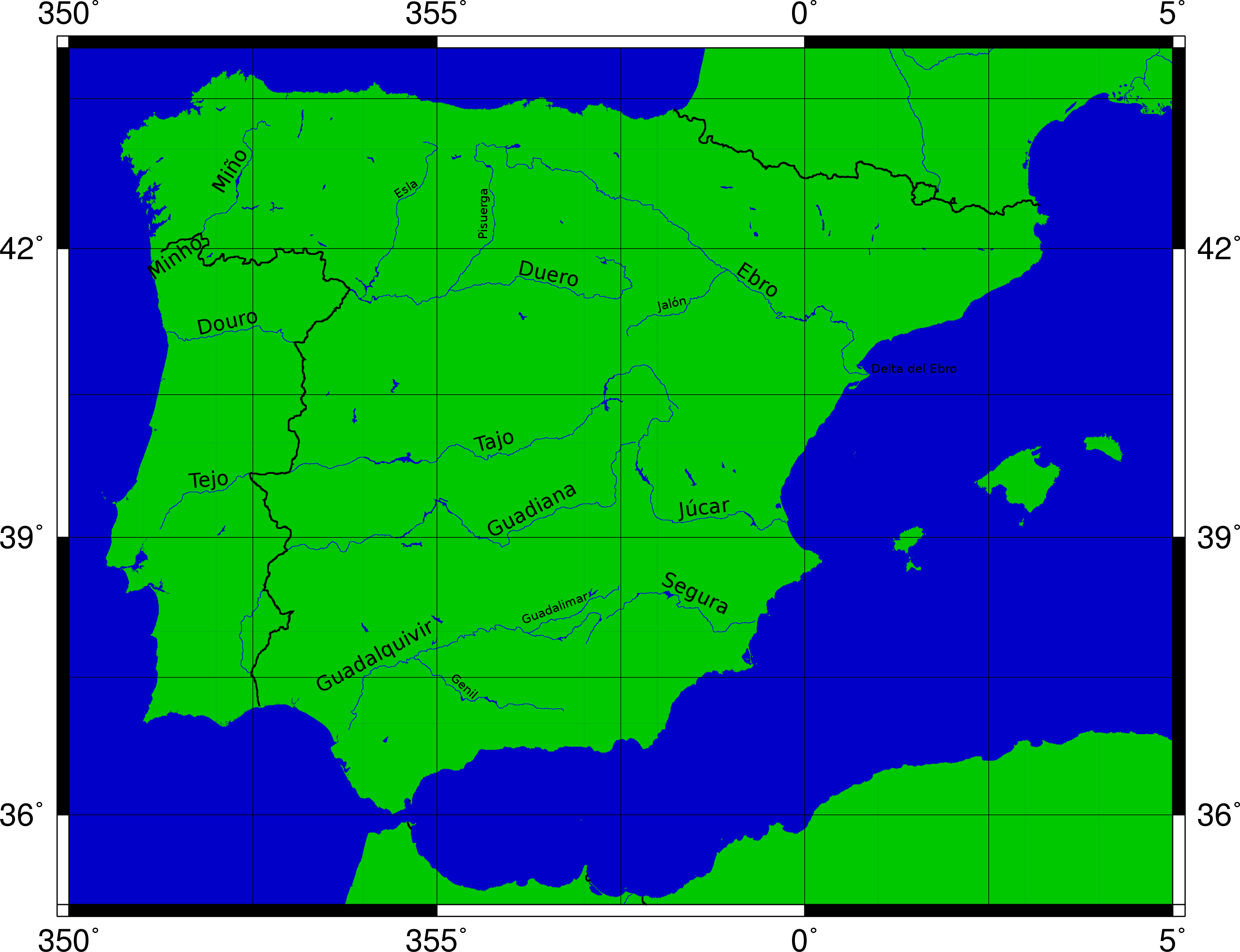
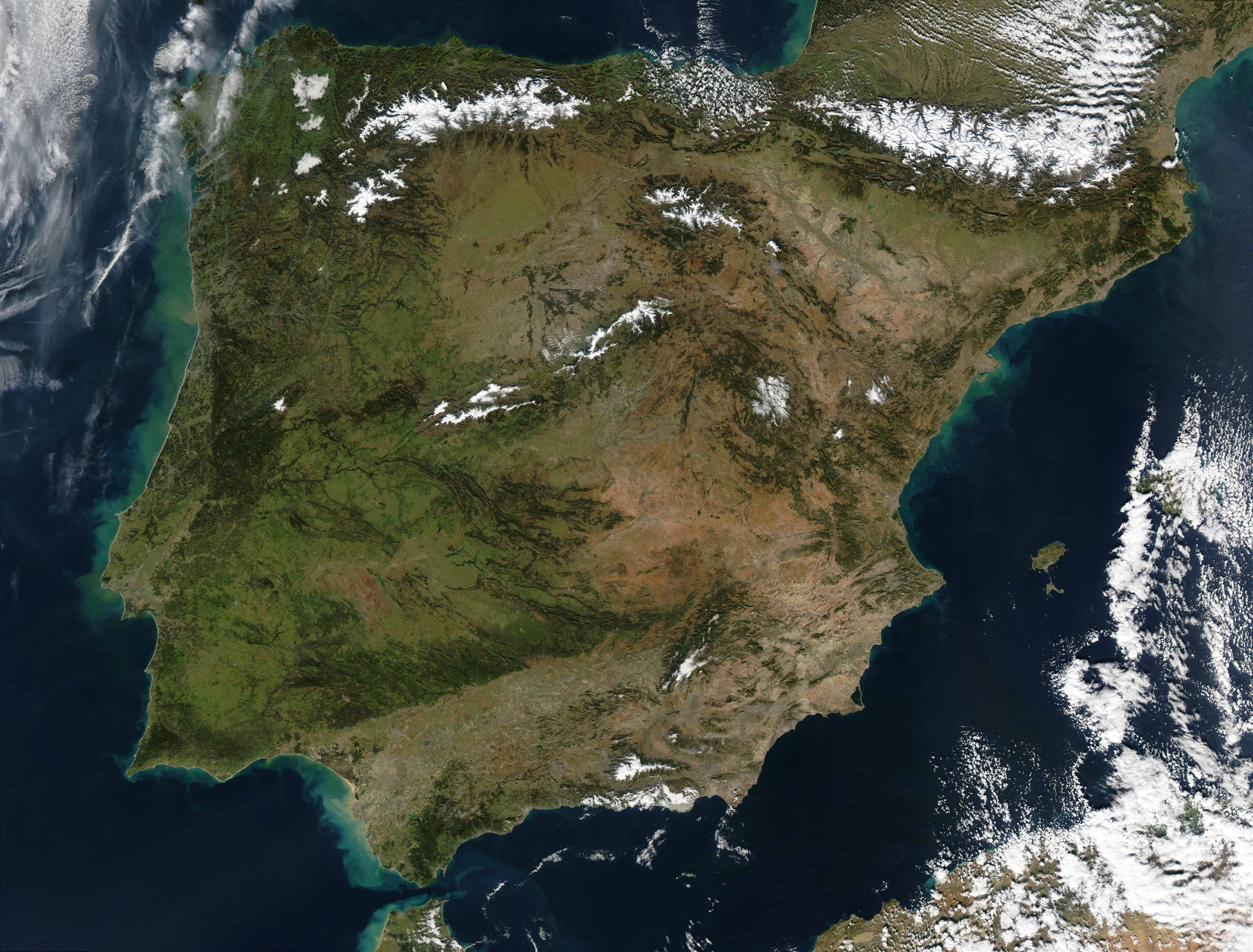
عکس ماهواره‌ای از شبه‌جزیرهٔ ایبریا